# 樊川镇
樊川镇，是中华人民共和国江苏省扬州市江都区下辖的一个乡镇级行政单位。境内有江苏省立新农场列为江都区的类似乡级单位。

## 行政区划
樊川镇下辖以下地区：
樊汊社区、招贤社区、东汇社区、永安社区、三周社区、直属村、樊南村、圣和村、友爱村、陆巷村、东汇村、五和村、联丰村、跃进村、和丰村、关河村、永新村、永安村、永联村、新圩村、聚永村、西闫村、联谊村、三周村、同丰村和大同村。